# Віттмунд
Віттмунд (нім. Wittmund) — місто в Німеччині, розташоване в землі Нижня Саксонія. Адміністративний центр однойменного району.
Площа — 210 км2. Населення становить 20 433 ос. (станом на 31 грудня 2021).

## Уродженці
- Йохан ван Анджелбек (1727—1799) — голландський колоніальний офіцер.